# Леттман, Йохен
Йохен Леттман (родился 10 апреля 1969 года в городе Дуйсбург) — немецкий слалом каноист. Принимал участие в соревнованиях по гребному слалому в 1990-х годах.

## Спортивные достижения
Йохен Леттман — участник двух летних Олимпийских игр. На Олимпиаде Барселоне в 1992 году завоевал бронзовую медаль в дисциплине К-1. На Олимпийских играх 1996 в Атланте был восьмым.
Леттман также завоевал две медали на чемпионатах мира по гребному слалому, организованных Международной федерацией каноэ, включая золотую медаль в 1995 году и бронзовую медаль в 1997 году.
На чемпионате Европы 1996 года в Аусбурге завоевал две медали (командное золото и индивидуальную бронзу).
Йохен Леттман — сын Клауса Леттмана, чемпиона мира 1963 года в гребле на байдарках.